# Anyphaena alachua
Espèce
Anyphaena alachua est une espèce d'araignées aranéomorphes de la famille des Anyphaenidae.

## Distribution
Cette espèce est endémique de Floride aux États-Unis,. Elle se rencontre dans le comté d'Alachua.

## Description
Le mâle holotype mesure 4,90 mm et la femelle paratype 6,17 mm.

## Étymologie
Son nom d'espèce lui a été donné en référence au lieu de sa découverte, le comté d'Alachua.

## Publication originale
- Platnick, 1974 : The spider family Anyphaenidae in America north of Mexico. Bulletin of the Museum of Comparative Zoology, vol. 146, no 4, p. 205-266 (texte intégral).